# Liste der Bischöfe von Ebbsfleet
Der Bischof von Ebbsfleet ist ein Suffraganbischof, der in der Church of England die Funktion eines bischöflichen Visitors auf Ebene der Provinz Canterbury ausübt. Von seiner Errichtung im Jahr 1994 bis 2022 diente der Bischof von Ebbsfleet traditionalistischen anglo-katholischen Gemeinden, die die Weihe von Frauen zu Priestern und Bischöfen ablehnen. Seit 2023 ist der Bischof für konservative evangelikale Kirchengemeinden zuständig, die die Ordination und/oder Leitung von Frauen aufgrund komplementärer Überzeugungen ablehnen.

## Liste der Bischöfe
| Bischof von Ebbsfleet (Traditionalistische Anglo-Katholiken) | Bischof von Ebbsfleet (Traditionalistische Anglo-Katholiken) | Bischof von Ebbsfleet (Traditionalistische Anglo-Katholiken) | Bischof von Ebbsfleet (Traditionalistische Anglo-Katholiken) |
| Von                                                          | Bis                                                          | Inhaber                                                      | Anmerkungen                                                  |
| ------------------------------------------------------------ | ------------------------------------------------------------ | ------------------------------------------------------------ | ------------------------------------------------------------ |
| 29. April 1994                                               | 31. Oktober 1998                                             | John Richards                                                | Ruhestand; gestorben November 2003                           |
| Dezember 1998                                                | 18. Dezember 1999                                            | Michael Houghton SSC                                         | Im Amt gestorben                                             |
| 30. November 2000                                            | 31. Dezember 2010                                            | Andrew Burnham SSC                                           | Übertritt zur römisch-katholischen Kirche                    |
| 16. Juni 2011                                                | 13. Februar 2013                                             | Jonathan Baker SSC                                           | Berufen nach Fulham                                          |
| 25. September 2013                                           | 8. September 2021                                            | Jonathan Goodall SSC                                         | Übertritt zur römisch-katholischen Kirche                    |
| 8. September 2021                                            | 2023                                                         | vakant                                                       |                                                              |
| Bischof von Ebbsfleet (Konservative Evangelikale)            |                                                              |                                                              |                                                              |
| 2023                                                         |                                                              | Rob Munro                                                    |                                                              |
| Quellen:                                                     |                                                              |                                                              |                                                              |